# NGC 2037
NGC 2037 је расејано звездано јато у сазвежђу Златна риба које се налази на NGC листи објеката дубоког неба.
Деклинација објекта је - 69° 44' 12" а ректасцензија 5h 34m 54,0s. Привидна величина (магнитуда) објекта NGC 2037 износи 10,3. NGC 2037 је још познат и под ознакама ESO 56-SC159.